# Ejgayehu Taye
Ejgayehu Taye Hayalu (ur. 10 lutego 2000) – etiopska lekkoatletka, biegaczka długodystansowa, medalistka halowych mistrzostw świata w 2022.

## Osiągnięcia sportowe
Zdobyła srebrny medal w biegu na 5000 metrów na mistrzostwach świata juniorów w 2018 w Tampere, przegrywając jedynie z Beatrice Chebet z Kenii. Zajęła 5. miejsce w tej konkurencji na igrzyskach afrykańskich w 2019 w Rabacie. Również na igrzyskach olimpijskich w 2020 w Tokio zajęła 5. miejsce w biegu na 5000 metrów.
31 grudnia 2021 w Barcelonie ustanowiła rekord świata w biegu na 5 kilometrów z czasem 14;19 (w biegu brali udział zarówno mężczyźni, jak i kobiety).
Zdobyła brązowy medal w biegu na 3000 metrów na halowych mistrzostwach świata w 2022 w Belgradzie, przegrywając jedynie ze swą koleżanką z reprezentacji Etiopii Lemlem Hailu i z Elle Purrier St. Pierre ze Stanów Zjednoczonych.
19 sierpnia 2023 wywalczyła brązowy medal podczas letniego światowego czempionatu w Budapeszcie w biegu na 10 000 metrów, przegrywając jedynie z rodaczkami Gudaf Tsegay i Letesenbet Gidey.

## Rekordy życiowe
Źródło: 
- bieg na 3000 metrów – 8:19,52 (21 sierpnia 2021, Paryż), rekord Etiopii, 7. wynik w historii światowej lekkoatletyki
- bieg na 3000 metrów (hala) – 8:26,77 (17 lutego 2022, Liévin)
- bieg na 5000 metrów – 14:12,98 (27 maja 2022, Eugene) 8. wynik w historii światowej lekkoatletyki
- bieg na 10 000 metrów – 29:50,52 (14 czerwca 2024, Nerja)
- bieg na 5 kilometrów – 14:19 (31 grudnia 2021, Barcelona) rekord świata
- bieg na 10 kilometrów – 33:31 (31 grudnia 2018, Saarbrücken)